# Кастельпетрозо
Кастельпетрозо (італ. Castelpetroso) — муніципалітет в Італії, у регіоні Молізе,  провінція Ізернія.
Кастельпетрозо розташоване на відстані близько 160 км на схід від Рима, 27 км на захід від Кампобассо, 11 км на схід від Ізернії.
Населення — 1673 особи (2014).

## Демографія
Населення за роками:

Станом на 1 січня 2023 року в муніципалітеті офіційно проживали 34 іноземці з 16 країн, серед них 10 громадян країн Євросоюзу.

## Сусідні муніципалітети
- Карпіноне
- Кастельпіццуто
- Петторанелло-дель-Молізе
- Санта-Марія-дель-Молізе